# Кипарисовик горохоплідний (пам'ятка природи)
Кипари́совик горохоплі́дний — ботанічна пам'ятка природи місцевого значення в Україні. Розташована в межах міста Львова, на вулиці Мушака, 54 (територія 4-ї міської лікарні). 
Площа 0,05 га. Статус надано 1984 року. Перебуває у віданні 4-ї міської лікарні. 
Статус надано з метою збереження одного екземпляра кипарисовика горохоплодого (Chamaecyparis pisifera), декоративної рослини, що походить з Японії.